# ناحیه بیئر لیک، شهرستان کالکاسکا، میشیگان
ناحیه بیئر لیک (به انگلیسی: Bear Lake Township) یک منطقهٔ مسکونی در ایالات متحده آمریکا است که در شهرستان کالکاسکا، میشیگان واقع شده‌است.
 ناحیه بیئر لیک  ۶۶۷ نفر جمعیت دارد و ۳۷۱ متر بالاتر از سطح دریا واقع شده‌است.